# MC Hammer
MC Hammer, vlastním jménem Stanley Kirk Burrell,(* 30. března 1962, Oakland, Kalifornie, USA) je americký rapper, tanečník, herec a moderátor. Nejpopulárnější byla jeho tvorba v letech 1988-1995. Je také připomínán pro velký vzestup ke slávě, než ztratil většinu svého majetku, díky megahitu U Can't Touch This, okázalé a originální taneční technice a ochranné známce Hammerpants (Hammerkalhoty).
Vlastní televizní show Hammertime, spravuje také webovou stránku DanceJam, stále pořádá koncerty a nahrává nové písně.
Je považován za praotce stylu Pop Rap a jako prvnímu hip-hopovému umělci se mu podařilo získat diamantové ocenění na album Please Hammer Don't Hurt 'Em a získal za něj ocenění Raper desetiletí a Sedmý nejlepší tanečník všech dob.
Jeho další tvorba už nebyla tak populární. Za alba Too Legit 2 Quit a Funky Deadhunter (obě byla vydána pouze pod jménem Hammer) získal platinová ocenění. Za další alba jako Inside Out a Active Duty žádná ocenění nedostal a alba se příliš dobře neprodávala.

## Hudební kariéra

### Kapela
Svoji hudební kariéru započal v roce 1986 s rapovou formací Holy Ghost Boy(s), s níž nahrál songy jako Word nebo This Wall.

### Feel My Power
V roce 1987 vydal své debutové album Feel My Power. Alba se prodalo pouhých 60 000 kusů, pro něj to však byl začátek.

### Let's Get It Started
V roce 1988 se album Feel My Power vrátilo v reedici pod názvem Let's Get It Started.
Na albu se nacházely velké hity jako Turn This Mutha Out, They Put Me Into Mix, Let's Get It Started a Pump It Up(Here Is News). Za Album dostal 2 multiplatinová ocenění.

### Please Hammer Don't Hurt 'Em
O 2 roky později v roce 1990 vydal další album Please Hammer Don't Hurt 'Em. Okamžitě se umístilo na 1. místě hitparády. Singl U Can't Touch This se stal okamžitě populárním po celém světě, hrál se na každé párty a v každém hip-hopovém rádiu. Na albu byly uvedeny další velké hity jako Here Comes the Hammer, Have You Seen Her, Black Is Black, Dancin' Machine, Pray,Crime Story,Yo Sweetness,Help The Children. V tomto období také ukázal skvělou taneční techniku a své proslulé kalhoty. Jednalo se o kalhoty s rozkrokem v pomezí lýtek a kotníků.
Album bylo oceněno jako deseti multiplatinové a diamantové. Alba se prodalo přes 10 000 000 kusů.

### Too Legit 2 Quit
O rok později v roce 1991 vydal album Too Legit 2 Quit.Umístilo se v Top 5 na hitparádě. Stalo se velmi populárním, popularitu předešlého však nedosáhlo. Hity z alba jsou skladby 2 Legit 2 Quit, This Is the Way We Roll,Gaining Momentum a Do Not Pass Me By. Později vyšla na singlu píseň k filmu Addamsova rodina Addams Groove. Album se stalo třikrát multiplatinové.

### The Funky Deadhunter
The Funky Deadhunter je jeho čtvrté album, které bylo vydáno v roce 1994. Album bylo přijato jako album comebackové. Album se stylem lišilo. Nebylo vydáno pod jeho pseudonymem, ale jen jako Hammer, bylo ve tvrdším stylu než předešlá a oproti předešlým se na něm nacházelo poměrně více skladeb. Hity na albu se staly písně It's All Good a Pumps And the Bump. Bylo oceněno jednou platinou.

### Inside Out
V roce 1995 vydal album Inside Out. Rozhodl se vrátit ke své popové image. Skladby na albu byly ve stylu gospelu a dance hip-hopu. Album debutovalo na Billboard Charts na 119. místě. Povedená skladba byla Sultry Funk. Nicméně se album neprodávalo příliš dobře a nedostalo se mu žádného ocenění.

### Active Duty
O šest let později, po změnách labelu a osobních problémech, vypustil do světa další album Active Duty. Album následovalo styl předchozího, nijak dobře se neprodávalo. Ke skladbám Pop Yo Collar a No Stoppin' Us byly natočeny videoklipy. Nedostalo se mu žádného ocenění.

### Full Blast
V roce 2004 Hammer založil label Full Blast Digital Music Group a vydal další album Full Blast. Nezaznamenalo úspěch, zařazení v hitparádě ani hity. Titulní track Full Blast byl disstrackem na rappery Eminem a Busta Rhymes.

### Look Look Look
Rok 2006 byl pro Hammera celkem úspěšný. Jako ředitel labelu Full Blast Digital Music Group se seznámil s producenty Scottem Torchem a Lil Jonem a společně produkovali Hammerovo již deváté studiové album Look Look Look. Z alba vyšel singl Look 3x, byl na něj natočen videoklip. CD se dalo zakoupit pouze digitálně. Dodnes se ho prodalo přes 500 000 kusů, čímž získalo zlatou desku. Píseň I Got It From The Town byla použita ve filmu Rychle a zběsile 3.

### Kompilace
- vydal také 4 výběrové CD disky
- V roce 1995 Greatest Hits
- V roce 1998 Back 2 Back Hits, kde se nacházely písně jeho a Vanilly Ice
- V roce 2000 kompilaci The Hits
- V roce 2008 Platinum.

## Osobní a současný život
V roce 1996 musel vyhlásit bankrot. Dnes má dluh kolem 14 milionů dolarů a prodává autorská práva, polovinu práv na skladbu U Can't Touch This a 90 % skladby Too Legit To Quit.
V současnosti žije ve Fremontu v Kalifornii se svou ženou a dětmi.
Stále koncertuje a vyráží na turné, nahrává nové písně. Jeho nejnovější písní je singl I Go produkovaný Lil Jonem, který by měl být na příštím albu jménem DanceJamTheMusic. Dnes se živí také jako kazatel.